# صالح السويسي
هو عبد الله صالح بن عمر السويسي القيرواني ولد بمدينة القيروان سنة 1871. انتقل مع والده إلى حاضرة تونس سنة 1876. ودرس القرآن في بعض كتاتيبها. ثمّ عاد من جديد إلى القيروان سنة 1887. أقبل على مطالعة الكتب الأدبيّة والمجلات الشرقيّة والدواوين. وكان مولعا، في تلك الفترة، بمقالات أعلام النهضة من أمثال الأفغاني ومحمد عبده وسعد زغلول وشكيب أرسلان ورشيد رضا.نشر مقالاته السياسية والاجتماعيّة في جريدة "الزهرة" ثمّ في مجلتي "الاسلام" و"الفنون" المصريّتين. وقد كان غرضه من كتابة هذه المقالات، كما أعلن عن ذلك، إيقاظ بني وطنه "خصوصا والمسلمين عموما إلى السيّر على ما كان عليه السلف الصالح وسلوك الناشئة سبيل الرّشاد" مفنّدا آراء المحافظين الذين ذهبوا إلى أنّ مقالاته كانت تشوّش أفكار أبناء هذه البلاد، بحبك الدسائس وبثّ الفتنة، غير أنّ "حزب الطّغاة"، على حدّ عبارته، قد تمكّن من إقناع أولي الأمر بضرورة إقصائه عن مسقط رأسه درءا للفتنة.

## أدبه
صالح سويسي القيرواني،ولد في مدينة القيروان عام 1871 كما يصفه بعض الذين عايشوه من أهل بلده، كان مثال الأديب المنقطع لخدمة الأدب لم يباشر عملا قطّ ولم تكن له مهنة معروفة سوى أنه شاعر وكان يرتزق من شعره ولا يستكنف من تسخير موهبته لأبسط الناس، وكثيرا ما شكا الفقر وسوء حظ الأديب في شعره.
وكانت جلّ قصائده على الدعوة إلى الإصلاح ونبذ التقاليد الفاسدة والبدع التي تسيء إلى الدين. ولئن اشتمل ديوانه على أهمّ الأغراض التقليديّة فقد غلب عليه التغني بمدينة القيروان وتاريخها العريق والمديح النبوي والنقد الاجتماعي، يتخلل ذلك ميل إلى الشكوى المشوي بالنفور من المدينة وتفضيل حياة البداوة.
حاول تجربة الشعرالحر أو قصيدة النثر فلم يفلح وقد كتب (دليل القيروان)، المطبوع بسوسة، عام 1911 ويحتوي أربعة اقسام القسم الأول كان مدخلا تاريخيا يتّصل بالفتح وأوّل الوافدين من قوّاد الجيش العربي والمؤسّسين للحكم العربي بإفريقية، والقسم الثاني يتعلّق بالمعمار، بينما يتناول القسمان الأخيران تراجم الأعلام المدفونين بالمقابر الشهيرة في القسم الثالث، ومن هم مدفونون داخل السور في القسم الرابع. ويختم الكتاب بما سماه ((النّشيد الوطني)) لتلاميذ المدارس
وقد حقق من خلال تاليفه لدليل القيروان لنفسه رغبتين مانفعك يسعى إليهما ويجلّيهما في كل ما يكتب: الأولى إبراز حبّه القوي لمدينته القيروان، واعتزازه بتاريخها وأمجادها، والثانية إفصاحه عن منزعه الإصلاحي. لقد انخرط صالح سويسي في الحركة الإصلاحيّة السّلفية كما بنت سابقا وكان لا يفوّت على نفسه فرصة الدّعوة إلى مبادئها ومنهجها في تحليل أوضاع العالم الإسلامي والتفكير في حلول لمشاكله القائمة. وقد يستغرب القارئ من جرأته حين يقف شاخصا ناقدا للسّلطة السياسية ورجال الدّين ويستطرد من حين لآخر لتصويب سهامه ونقده اللاذع إلى جمعية الأوقاف مثلا، والأغنياء المترفين الذي لا يحسّون بجوع الفقراء من الشعب أو بفجائع اليتامى والمساكين كما سمّاها.
إنه يؤمن بأن علماء السّلف لم يكونوا مشدّدين في الدّين، وأنّهم كانوا حريصين على مصالح الناس وأنهم (كانوا يقولون الحق ويموتون عليه). وقد نشأ صالح سويسي ويتمه المبكر نسبيا، إذ فقد أباه عام 1886 وهو في الخامسة عشرة، من الأسباب التي رققت قلبه على اليتامى بالخصوص، فسخّر قلمه لاستعطاف ذوي اليسار عليهم وعلى سائر البؤساء حتى خيّم على آثاره جوّ من الحزن والكآبة لكثرة ما خاض في هذا الغرض.
رجل عاش بالأدب وللأدب، واستطاع- رغم رقّة حاله – أن يرفع صوته بالدّعوة إلى الإصلاح والنهضة ويسخّر قلمه لغايات نبيلة ويحقّق نجاحا لا بأس به بالنّظر ألى ظروف عصره وأحوال جيله وطبيعة تكوينه. انه اديب شاعر وكان ظريفاً حاضر النكتة يعد في أوائل من طرقوا الموضوعات الاجتماعية والوطنية من ادباء تونس
أنّه كان يعيش بأدبه ويتكسّب بشعره لا على أبواب الأمراء كما كان الشّعراء يفعلون، بل حتّى لدى عامة الناس، أدرك في هذه المجاهرة بالنقمة والغيظ من المخاطرة والجرأة.

## مؤلفاته
لصالح السويسي العديد من الأعمال منها:
- الهيفاء وسراج الليل
- دليل القيروان.
- منجم التبر في النظم والنثر
- والجامع اليتامي
- زفرات الضمير
- ديوان "صالح السويسي القيرواني"
- سوق البلاط
- صنع ربي

ومن جميل قصائده هذه القصيد
قَوِّض رِحالَك عَن أَرضٍ تُضــــامُ بِها\\فَالضَيمُ إِن دامَ نَفسُ الحُرِّ يَرديها
وَاِسكُن بُيوتاً إِذا راقَ المُقامُ بِها\\فَاِمكُث وَإِلا خَفيف الحَمل يَطويها